# Hortigüela
Hortigüela es un municipio y localidad española la provincia de Burgos, en la comunidad autónoma de Castilla y León, comarca de Sierra de la Demanda, partido judicial de Salas de los Infantes.
En el término municipal de Hortigüela, en la carretera hacia Covarrubias (BU-905), se encuentra el monasterio de San Pedro de Arlanza. Sus fiestas patronales se celebran el 15 y 16 de agosto, días de la Virgen y San Roque.
En 1966, a mitad de camino por la única carretera que conecta Hortigüela y Covarrubias, fue donde Sergio Leone decidió rodar El Bueno, el Malo y el Feo. Contó con la actuación de Clint Eastwood, Lee Van Cleef y Eli Wallach. Concretamente en esta zona se rodó la batalla del puente Langston.

## Geografía

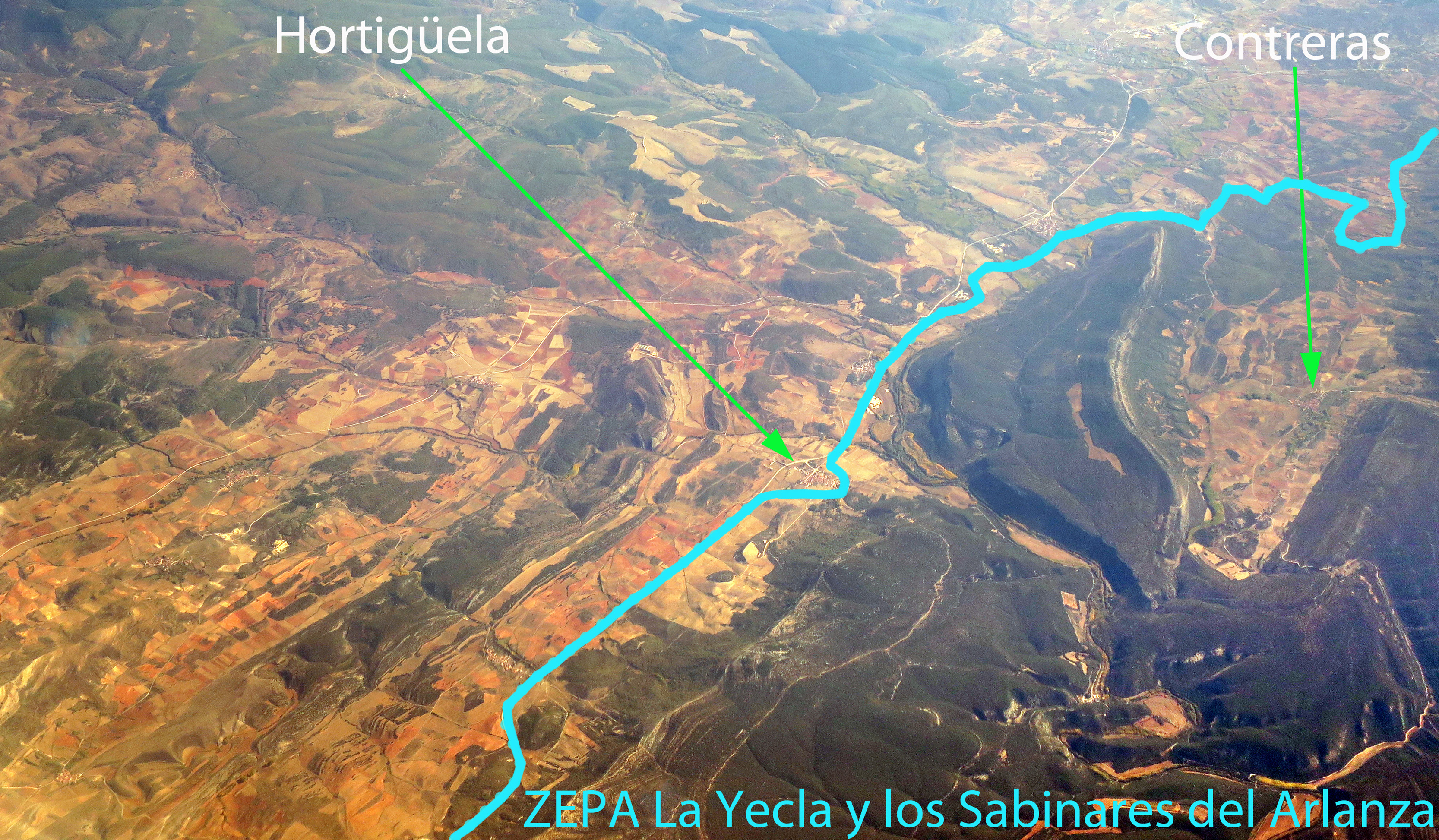
Vista aérea

Integrado en la comarca de Sierra de la Demanda, se sitúa a 44 kilómetros de Burgos. El término municipal está atravesado por la carretera nacional N-234, entre los pK 449 y 450, y por la carretera provincial BU-905 que se dirige hacia Covarrubias.
El relieve del municipio está definido por el valle del río Arlanza, el cual hace de límite meridional, y por áreas boscosas y montañosas en las zonas alejadas del río. Las zonas más elevadas se integran en la sierra de las Mamblas al norte. La altitud oscila entre los 1244 metros al norte (cerro San Cristóbal) y los 900 metros a orillas del río Arlanza. El pueblo se alza a 941 metros sobre el nivel del mar. 
| Noroeste: Comunidad de Hortigüela y Mambrillas de Lara | Norte: Villaespasa | Nordeste: Villaespasa                     |
| Oeste: Covarrubias                                     |                    | Este: Cascajares de la Sierra y Contreras |
| Suroeste: Retuerta                                     | Sur: Retuerta      | Sureste: Contreras                        |

El 83% de su término (1712,94 hectáreas) queda afectado por la ZEPA Sabinares del Arlanza, donde destacan las siguientes especies: buitre leonado (Gyps fulvus) y alimoche (Neophron percnopterus).
En 2015 se realizó una plantación de árboles autóctonos en unos terrenos comunales, que a partir de entonces reciben el nombre de Bosque de Jorge Villalmanzo, en homenaje al poeta y jardinero burgalés. Se inauguró el 6 de diciembre de 2015.

## Historia
El pueblo de Hortigüela se encuentra situado en el corazón del valle del río Arlanza, en su margen derecha. A él se accede por la N-234, a 41 km de Burgos, o por la comarcal C-110 desde Lerma, a 35 km. La villa está situada en un espléndido sabinar, al comienzo de una de las zonas más hermosas del valle del Arlanza, en las estribaciones de la sierra de las Mamblas, una zona donde abundan las cuevas y los manantiales, como Fuente Azul, lugar ampliamente conocido por los espeleobuceadores. 
El origen del nombre de Hortigüela es un tanto ambiguo, parece proceder o bien de las huertas que rodean el pueblo, o de las Ortigas que crecen en algunos lugares. Aunque no se descarta que el nombre del pueblo sea un antiguo topónimo de la época tardorromana o visigoda (siglos V y VI), las primeras referencias escritas de la población empiezan a abundar a partir del siglo XI, tras la fecha fundacional del año 912 del Monasterio de San Pedro de Arlanza. En el año 1052 los nobles Diego y Muñoz Álvarez y Mamaddona donan al monasterio de San Pedro de Arlanza numerosas posesiones que tenían en la zona entre las que figura “Ortoiolas”, siendo la primera referencia escrita en latín del nombre del pueblo. En otros documentos de los siglos XII y XIII escritos en latín aparece el nombre de “Ortoiolas”, “Ortoiola” y “Orteola”, siempre vinculada al alfoz de Lara. En el siglo XVI el pueblo aparece en los documentos ya con el nombre de “Ortiguela” pero sin la letra H inicial.
Respecto a los periodos más antiguos de Hortigüela y su término municipal, el poblamiento de esta zona se remonta a las épocas prehistóricas. En las cuevas como Cueva Millán o Cueva de la Ermita se han hallado restos arqueológicos depositados por los neandertales del periodo cultural Musteriense del Paleolítico Medio (Pleistoceno Superior), además de la existencia de un túmulo megalítico del Neolítico a orillas del río San Martín, denominado por los lugareños como el "dolmen". Las cuevas de Hortigüela con asentamientos prehistóricos han sido excavadas en varias campañas arqueológicas desde 1971, continuando los proyectos de varias universidades hasta la actualidad, y han sido estudiadas, citadas y comparadas con los sitios prehistóricos de otras regiones y comarcas burgalesas desde diferentes perspectivas y análisis por varios autores.
El comienzo propiamente dicho del pueblo se sitúa en los inicios de Castilla con su primer Conde independiente, Fernán González, y la fundación del Monasterio de San Pedro de Arlanza. Lo que hoy es un solo pueblo antes fueron 7 barrios dispersos (Hontecha, Trastorre, Barrio Peña, San Martín, Las Hazas, San Millán, Santa Gadea). Ya en el siglo XX, a mediados del siglo, se inició la extracción minera de cobre, junto al río Valparaíso, que aunque pobre, dio sustento a algunas familias.

## Demografía
Hortigüela cuenta con una población de 107 habitantes (INE 2024).
| Gráfica de evolución demográfica de Hortigüela entre 1842 y 2021                                                    |
| |
| Población de derecho según los censos de población del INE Población de hecho según los censos de población del INE |

## Patrimonio

### Monasterio San Pedro de Arlanza

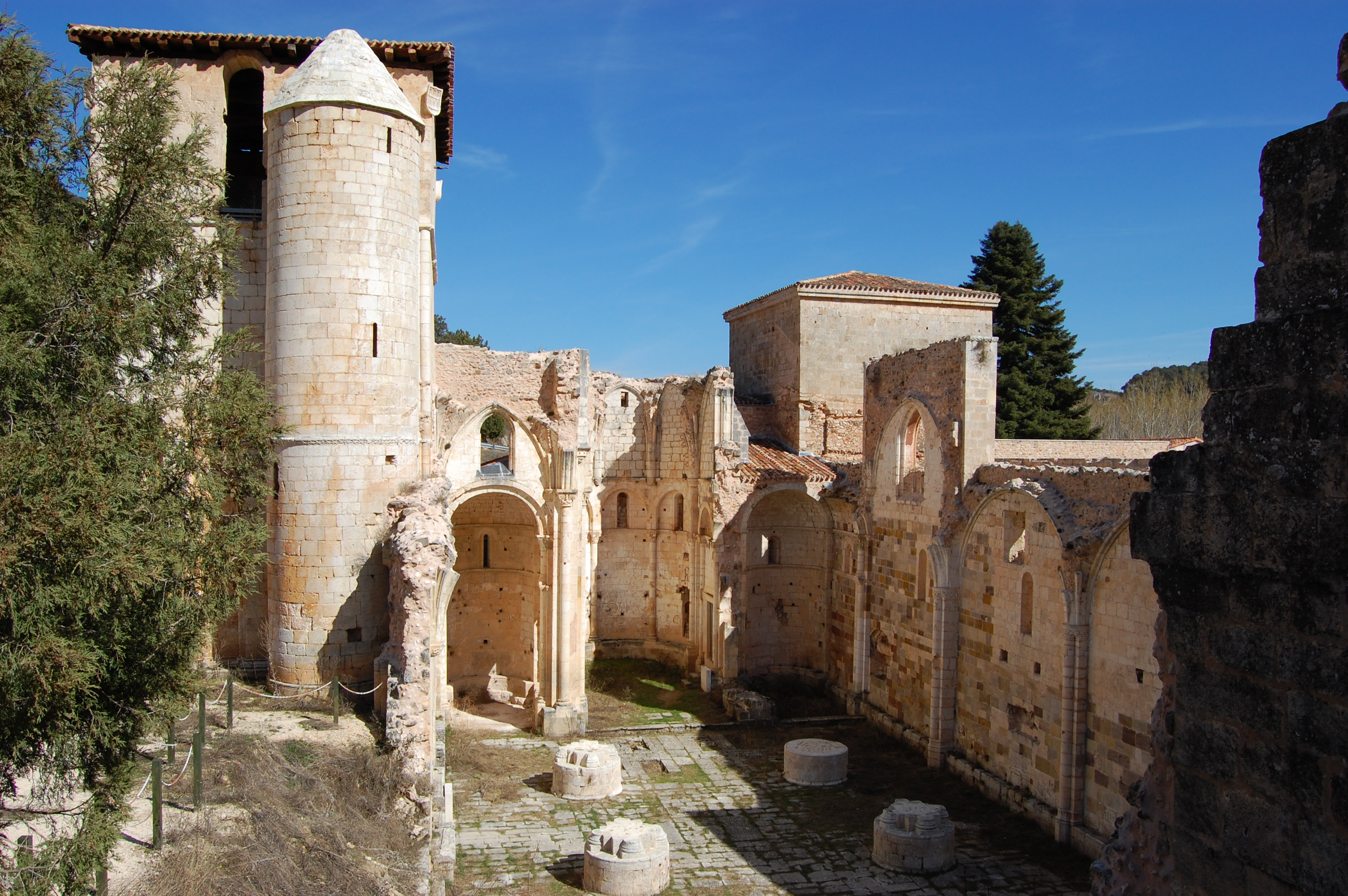
Monasterio de San Pedro de Arlanza

El monasterio de San Pedro de Arlanza (Hortigüela, provincia de Burgos) fue fundado por Gonzalo Fernández, padre de Fernán González en el año 912. Está considerado como la Cuna de Castilla y uno de los cenobios más impresionantes que tuvo la Castilla condal.
Quiso Fernán González ser enterrado con su esposa Sancha en este lugar y aquí han permanecido sus restos desde que falleciera en 970 hasta que, tras la desamortización eclesiástica de Mendizábal y el consiguiente abandono de las dependencias monacales, fuera necesario en 1841 trasladar los sarcófagos a la Colegiata de la vecina población de Covarrubias.
La iglesia, comenzada en el año 1080 y hoy en ruinas, tenía tres naves y tres ábsides a la cabecera, por lo menos en el primer planteamiento románico. En el gótico hubo modificaciones que cambiaron el aspecto general del templo, aunque se conservaron algunos capiteles del siglo XI. Entre los restos de la monumental iglesia destacan los tres ábsides semicirculares, con amplios presbiterios. También se conserva la torre, levantada a finales del siglo XII, así como parte del claustro, la sala capitular y el óculo de doble abocinamiento en la parte superior del hastial del imafronte. Existe asimismo, la portada de la iglesia que fue trasladada al Museo Arqueológico Nacional en 1895. No es ésta la única pieza patrimonial de que ha sido despojado el monasterio: también, como se ha dicho, del sepulcro de los condes de Castilla Fernán González y Sancha, de otro sepulcro románico de gran belleza que la tradición dice haber pertenecido a Mudarra y que puede verse en la Catedral de Burgos, de valiosos frescos que se exhiben en el Museo Metropolitano de Nueva York y en el Museo Nacional de Arte de Cataluña, y de otras obras de arte de prolija relación.

### Iglesia parroquial de la Asunción

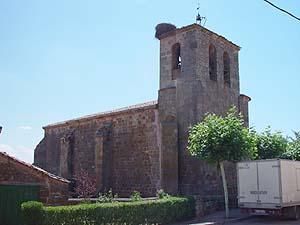
Iglesia

La iglesia parroquial es la de la Asunción y es de fábrica gótica, edificio de una sola nave, de dos tramos y un ábside cuadrangular, la bóveda es de crucería con formas góticas, teniendo una nave lateral a modo de crucero, pero solo en uno de los lados, de los siglos XVI al XVIII, señalándose el final en 1724. No tiene otra nave lateral en el crucero, probablemente por falta de espacio para su construcción por el lado norte, por lo que suelen llamarle “la manca”. Por encima de la nave transversal sur tiene una construcción que forma la sacristía y en el lado opuesto otra, que es el baptisterio. La torre es el siglo XVI y adosada por el exterior hay una escalera de acceso al campanario, llamada de caracol, con escalones de piedra de una sola pieza y de gran belleza.
Tiene una pila bautismal de finales del siglo XII, según unos, y del siglo XIII, según otros, dos retablos barrocos, uno de primera época y otro más tardío. El retablo de la nave mayor fue dorado en 1677. Tiene dos cuerpos con cinco calles cada uno y un ático. Este retablo debió estar previamente en otro lugar pues fue necesario romper algunos nervios de la bóveda para adaptarle y probablemente viniera de San Pedro de Arlanza. Tiene también varias tallas, el crucificado del ático y dos tallas más son retos de un calvario del siglo XV, la talla de la Patrona es gótica al igual que la de un obispo, una talla de la Inmaculada, de fecha más tardía y otras tallas barrocas como la de San Sebastián. Son también barrocas las pinturas de San Pedro y San Pablo. La hornacina para exponer la custodia es claramente barroca. En la capilla del brazo lateral sur hay dos retablos, el más notable está dedicado a la Virgen del Rosario, consta de un cuerpo sobre base, con tres calles, de estilo rococó, es decir de mediados del siglo XVIII.
Tiene unas tallas de santos dominicos de la época y la imagen central de la virgen sedente con el niño del XVI o XVII. También tiene una talla dedicada a San Lorenzo. A los pies de esta capilla hay otro retablo, que ocupó antaño el lateral de la nave central, justo frente a la nave sur y que representa en un cuerpo con tres calles a San Miguel Arcángel y en los laterales San Antón y hoy San Millán, que fue bajado de la ermita por razones de seguridad, si bien estuvo San Sebastián, ahora recolocado en el retablo de la nave central. Tallas y retablo son del final del siglo XVI o del XVII Tiene también una cruz procesional, labrada en plata, con abundante filigrana del siglo XVI. Así mismo, hay que destacar que la iglesia tuvo 4 campanas, dos vendidas para sufragar gastos de la Iglesia, que si bien rotas tenían un gran valor histórico y otras dos conservadas perfectamente. Estas últimas del siglo XVIII, aquellas eran del XVII, al menos una, y fueron traídas de San Pedro de Arlanza, según reza la inscripción.

## Gastronomía

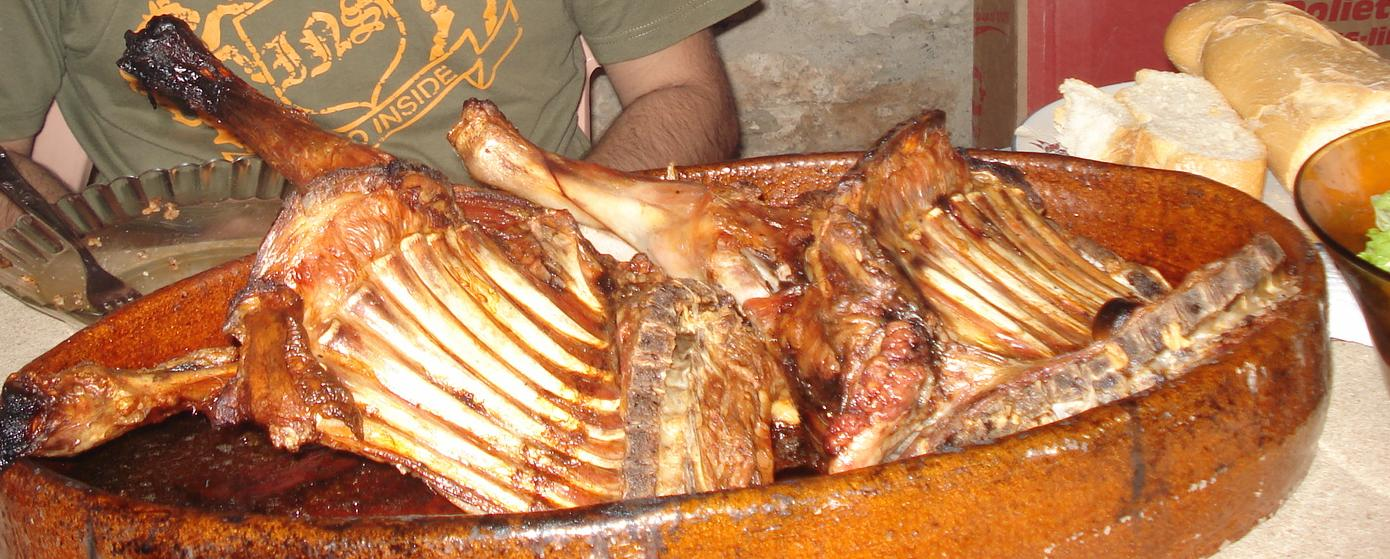
Cordero asado

Lo típico del lugar son las sopas de ajo, el cocido de alubias rojas, (olla podrida), las setas en la temporada, el asado de cordero, las morcillas y las truchas, a lo que antes se añadían los cangrejos autóctonos, hoy desaparecidos.